# GrapheneOS
GrapheneOS est un système d'exploitation Android open source, privilégiant la confidentialité et la sécurité, qui fonctionne sur les appareils Google Pixel.

## Histoire
Le développeur principal, Daniel Micay, travaillait à l'origine sur CopperheadOS, jusqu'à ce qu'un schisme sur les licences logicielles entre les cofondateurs de Copperhead Limited conduise au licenciement de Micay de la société en 2018. Après l'incident, Micay continue à travailler sur le projet Android Hardening,, qui est rebaptisé GrapheneOS et annoncé en avril 2019.
En mars 2022, deux applications spécifiques à GrapheneOS, Secure Camera et Secure PDF Viewer, sont publiées sur le Google Play Store.

## Caractéristiques

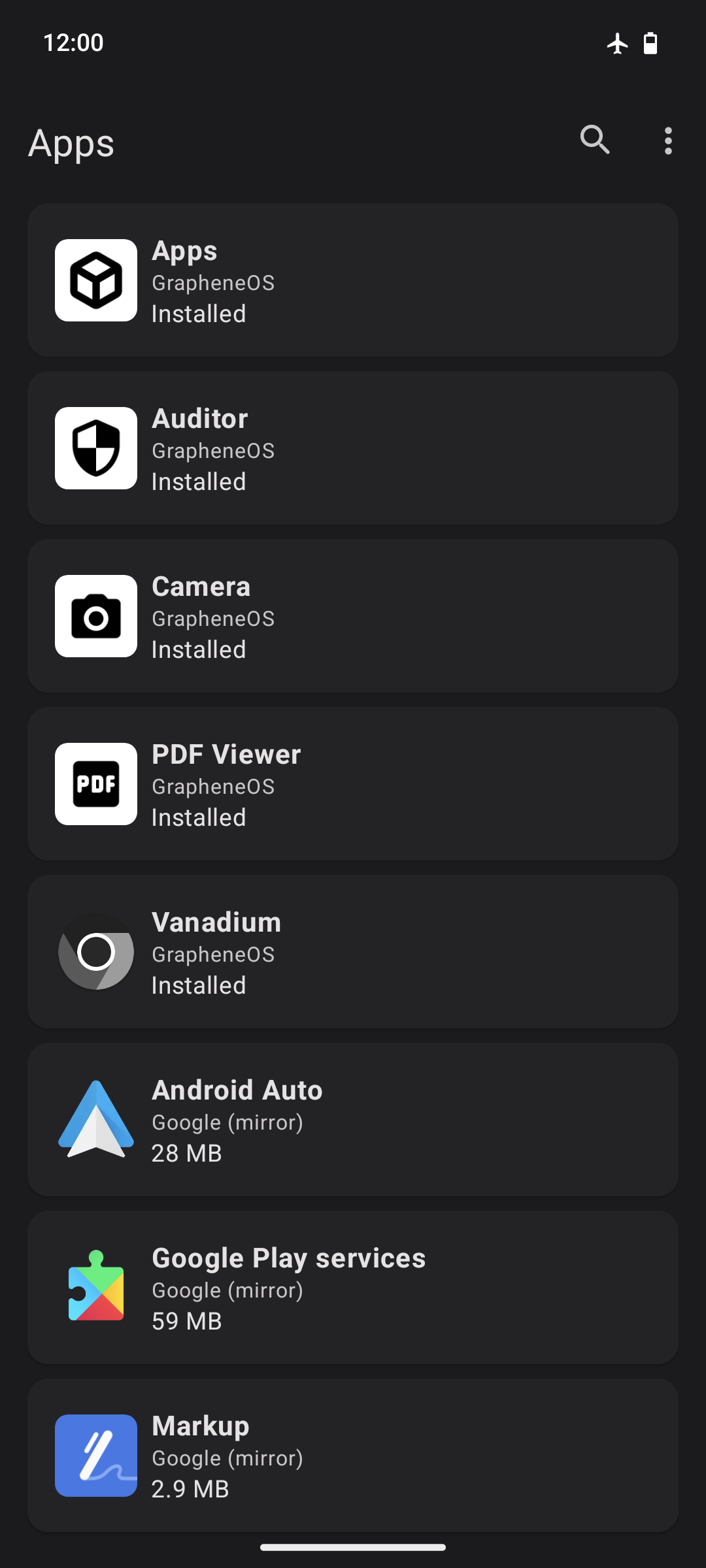
« App Store » par défaut de GrapheneOS (anciennement connu sous le nom de « Apps »).

### Google Play en mode «bac à sable»
Par défaut, les applications Google ne sont pas installées avec GrapheneOS, mais les utilisateurs peuvent installer une version sandbox des services Google Play à partir de l'« App Store » préinstallé (le magasin d'applications de GrapheneOS). Les services Google Play en sandbox permettent d'accéder au Google Play Store et aux applications qui en dépendent, ainsi qu'à des fonctionnalités telles que les notifications push et les paiements intégrés à l'application. Ce mode d'installation de Google Play donne à l'utilisateur la possibilité de contrôler les privilèges de l'application.
Vers janvier 2024, la prise en charge d'Android Auto est ajoutée à GrapheneOS, permettant aux utilisateurs de l'installer via l'App Store. Les paramètres de la couche de compatibilité Google Play Sandboxed ajoutent un nouveau menu d'autorisation avec 4 boutons pour accorder l'accès minimal requis pour Android Auto filaire, Android Auto sans fil, le routage audio et les appels téléphoniques.

### Fonctionnalités de sécurité et de confidentialité
GrapheneOS introduit un accès réseau révocable et des paramètres d'autorisation des capteurs pour chaque application installée,. Il introduit également une option de brouillage du code PIN pour l' écran de verrouillage. Une randomisation des adresses MAC Wi-Fi par connexion (à un réseau Wi-Fi) est introduite par défaut, au lieu de la valeur par défaut d'Android par réseau,.
GrapheneOS propose le redémarrage automatique du téléphone lorsqu'il n'est pas utilisé, la désactivation automatique du Wi-Fi et du Bluetooth, ainsi que la désactivation au niveau du système du port USB-C, du microphone, de l'appareil photo et des capteurs pour les applications. De plus, il offre la fonctionnalité Contact Scopes, qui permet aux utilisateurs de sélectionner les contacts auxquels une application peut accéder. Un navigateur web renforcé basé sur Chromium et une implémentation WebView, connus sous le nom de Vanadium, sont développés par GrapheneOS et inclus comme navigateur Web/WebView par défaut. Vanadium comprend des mises à jour automatiques, une isolation (sandboxing) au niveau du processus et du site, ainsi qu'un blocage intégré des publicités et des trackers.
L'application Auditor est également incluse. Cette application développée par GrapheneOS produit une attestation basée sur le matériel qui « fournit une vérification matérielle solide de l'authenticité et de l'intégrité du micrologiciel / logiciel sur l'appareil » est également incluse.
Des applications comme Secure Camera et Secure PDF Viewer offrent des fonctionnalités de confidentialité avancées telles que la suppression automatique des métadonnées Exif et la protection contre les codes malveillants dans les fichiers PDF.

## Installation
GrapheneOS n'est actuellement compatible qu'avec les appareils Google Pixel, en raison des exigences spécifiques de GrapheneOS pour l'ajout de la prise en charge d'un nouvel appareil, y compris un chargeur de démarrage (bootloader) déverrouillable et une mise en œuvre appropriée du démarrage vérifié,.
GrapheneOS peut être installé à partir de différentes plates-formes, notamment les appareils Windows, macOS, Linux et Android. Deux méthodes d'installation sont disponibles : un installateur basé sur WebUSB, recommandé pour la plupart des utilisateurs, et un installateur basé sur la ligne de commande, destiné aux utilisateurs plus expérimentés.

## Accueil
En 2019, Georg Pichler de Der Standard et d'autres sources d'information ont cité Edward Snowden déclarant sur Twitter : « Si je devais configurer un smartphone aujourd'hui, j'utiliserais GrapheneOS de Daniel Micay comme système d'exploitation de base. » . À propos des raisons pour lesquelles les services ne devraient pas forcer les utilisateurs à installer des applications propriétaires, Lennart Mühlenmeier de netzpolitik.org pense que GrapheneOS comme alternative à Apple ou Google.
Svět Mobilně et Webteknot répètent que GrapheneOS est un bon remplacement pour Android standard, axé sur la sécurité et la confidentialité,.
Dans une analyse détaillée de GrapheneOS pour Golem.de, Moritz Tremmel et Sebastian Grüner ont déclaré pouvoir utiliser GrapheneOS de la même manière que d'autres systèmes Android, tout en bénéficiant d'une plus grande liberté de la part de Google, sans remarquer de différences liées à la « protection mémoire supplémentaire, mais c'est ainsi que cela devrait être ». Ils ont conclu que GrapheneOS ne peut pas changer la façon dont « les appareils Android deviennent obsolètes après trois ans au plus tard », mais « il peut mieux sécuriser les appareils pendant leur durée de vie restante tout en protégeant la confidentialité. »
En juin 2021, des critiques de GrapheneOS, KaiOS, AliOS et Tizen OS sont publiées dans Cellular News. Le test de GrapheneOS le qualifie de « probablement le meilleur système d'exploitation mobile en termes de confidentialité et de sécurité ». Cependant, les inconvénients qu'il représente pour les utilisateurs sont relevés : « GrapheneOS est complètement « dé-Googlisé » et le restera à jamais, du moins selon les développeurs. » Une « légère baisse de performances » est également constatée et la critique précise que « le chargement complet d'une application, même s'il ne s'agit que de l'application Paramètres, peut prendre deux secondes complètes. »
En mars 2022, Joe Fedewa déclare dans How-to Geek que les applications Google n'étaient pas incluses en raison de préoccupations concernant la confidentialité, et que GrapheneOS n'incluait pas non plus de boutique d'applications par défaut. Au lieu de cela, Fedewa a suggéré que F-Droid pourrait être utilisé. Toujours en 2022, Jonathan Lamont de MobileSyrup teste GrapheneOS sur un Pixel 3 pendant une semaine. Il qualifie le processus d'installation de GrapheneOS de « simple » et conclut aimer GrapheneOS dans son ensemble, mais critique l'après-installation comme « souvent une expérience pas aussi fluide que l'utilisation d'un Pixel non modifié ou d'un iPhone », attribuant son expérience à sa « dépendance excessive aux applications Google » et à l'absence de certaines fonctionnalités « intelligentes » dans les applications de clavier et d'appareil photo par défaut de GrapheneOS, par rapport aux logiciels de Google. Dans son message d'impressions initiales publié une semaine auparavant, Lamont avait déclaré qu'après une installation facile, il rencontrait des problèmes avec les autorisations de l'application Messages de Google et des difficultés à importer des contacts. Lamont concluait ensuite : « Toute personne recherchant une expérience simple préférera éviter GrapheneOS ou d'autres expériences Android axées sur la confidentialité, car les gains de confidentialité se font souvent au détriment de la commodité et de la facilité d'utilisation. »
En juillet 2022, Charlie Osborne de ZDNet invite les personnes suspectant une infection par Pegasus à utiliser un appareil secondaire avec GrapheneOS pour une communication sécurisée. En janvier 2023, la start-up suisse Apostrophy AG annonce AphyOS, un système d'exploitation Android payant et des services « construits sur » GrapheneOS,.